# Подушкино (Одинцовский район)
Подушкино ― деревня в Одинцовском районе Московской области. Входит в состав сельского поселения Барвихинское. Население — 259 чел. (2010). В деревне числятся Ольховый тупик, Подушкинским шоссе и 9 садоводческих товариществ.

## География
Деревня расположена в восточной части района, в 3 км к северо-востоку от Одинцово, на левом берегу реки Саминки, высота центра над уровнем моря 182 м.

## История
Считается, что название происходит от фамилии владельца вотчины во второй половине XV века, Ивана Владимировича Подушки. Впервые встречается в писцовой книге 1627 года: село с деревянной Рождественской церковью, 6 крестьянскими и 3 бобыльскими дворами, в которых жило 15 человек. С 1652 года до середины XVIII века селом владели Милославские (в 1678 году в Подушкине уже насчитывалось 24 двора, где жило 88 человек) с 1766 года Воейковы. В 1786 году в сёлах Рожествине, Подушкино тож, значилось 164 ревизские души.
На 1852 год в Подушкино числилось 78 мужчин и 87 женщин, с 31 мая по 1 сентября 1883 года в Подушкине, на даче у брата Анатолия Ильича, жил Пётр Ильич Чайковский. По переписи 1989 года в деревне значилось 93 хозяйства и 165 жителей.

## Население
| 2002 | 2006 | 2010 |
| ---- | ---- | ---- |
| 271  | →271 | ↘259 |